# Parafia Miłosierdzia Bożego w Strzeszkowicach Dużych
Parafia Miłosierdzia Bożego w Strzeszkowicach Dużych – parafia rzymskokatolicka, znajdująca się w archidiecezji lubelskiej, w dekanacie Konopnica. Do parafii należą miejscowości Strzeszkowice Duże, Strzeszkowice Małe i Trojaczkowice. Parafia liczy 1138 wiernych.
Tereny obecnej parafii należały wcześniej do Parafii św. Floriana w Krężnicy Jarej. W latach 80. XX wieku zaczęto odprawiać Msze św. w tymczasowej kaplicy utworzonej w remizie, a w latach 1991-1995 wzniesiono murowaną kaplicę. Parafię erygowano w 2010. Kościół został konsekrowany 11 kwietnia 2021 roku.

## Zasięg parafii
Do parafii należą wierni z następujących miejscowości: Strzeszkowice Duże, Trojaczkowice.

## Proboszczowie
- ks. Kazimierz Szmyl (?– 2025)[4]
- ks. Krzysztof Kasperek ( 2025– )[4]